# Болдуин (округ, Джорджия)
Бо́лдуин (англ. Baldwin County) — округ штата Джорджия, США. Население округа на 2000 год составляло 44700 человек. Административный центр округа — город Милледжвилл.

## История
Округ Уэйн основан на землях, полученных штатом Джорджия от индейцев-криков по договору 1802 года в форте Уилкинсон. Указ об учреждении округа подписан губернатор Джон Милледж в 1803 году.

## География
Округ занимает площадь 668.2 км2.

## Демография
Согласно Бюро переписи населения США, в округе Болдуин в 2000 году проживало 44700 человек. Плотность населения составляла 66.9 человек на квадратный километр.